# Ива Главишниг-Писцек
Ива Главишниг-Писцек (на немски: Eva Glawischnig-Piesczek) е австрийски политик – депутатка в Националния съвет на Австрия (Nationalrat), председателка на парламентарната група на „Зелените“ (die Grünen) и федерална говорителка на тази политическа партия от 2008 до 2017 г.
Тя е ищца в знаковото дело Ива Главишниг-Писцек срещу Facebook Ireland Limited, разгледано от Съда на Европейския съюз, в основата на което е публикувано в социалномедийната платформа и впоследствие премахнато клеветническо твърдение срещу нея. Съдът на Европейския съюз се произнася на 3 октомври 2019 г., като утвърждава възможността съдилищата в ЕС да изискват от доставчик на хостинг услуги като „Фейсбук“ да премахва определено съдържание не само за потребителите на интернет в тази държава членка, но и в целия свят.

## Биография
Ива Главишниг е родена на 28 февруари 1969 г. във Филах, Каринтия. Посещава и завършва гимназия в Шпитал ан дер Драу, след това учи и завършва право в Грацкия университет, Щирия. През 1999 г. придобива докторска степен по право, защитавайки докторска дисертация на тема „Атомни електроцентрали в близост до границата: възможности за правна защита по гражданското право“.
Между 1992 и 1996 г. работи като правен съветник за Global 2000, преди да се насочи към кариера в регионалната политика на „Зелените“ на Виена, а впоследствие на федерално ниво. Член е на Националния съвет на Австрия от 1999 г. и става заместник-председател на „Зелените“ през 2002 г.
На 30 октомври 2006 г. тя става трети председател на австрийския парламент и първият представител на „Зелените“ в този кабинет. Две години по-късно става федерален говорител на партията, заемайки мястото на подалия оставка Александър Ван дер Белен. На 18 май 2017 г. на свой ред подава оставка от поста и се оттегля от политиката, позовавайки се на лични причини.
От 2018 г. работи за установената в Австрия международна компания за разработка и производство на игрални автомати Novomatic.

### Съдебно дело срещуFacebook Ireland
През 2016 г. Главишниг отправя искане до „Фейсбук“ за премахването на публикация на потребител на платформата, която съдържа препратка към статия в медийно издание, придружена с неговия коментар, включващ унизителни квалификации по неин адрес, като „мръсна предателка на народа“, „корумпирана глупачка“ и член на „фашистка партия.
Тъй като Facebook Ireland не премахва коментара, тя предявява иск пред Виенския съд (Ива Главишниг-Писцек срещу Facebook Ireland). Съдът констатира, че думите и изразите във въпросния коментар накърняват честта на жалбоподателката, обиждат я и я оклеветяват. Facebook Ireland блокира достъпа до първоначално публикуваното съдържание, но единствено в Австрия.
В по-нататъшното производство по спора Върховният съд на Австрия задава въпроси, свързани с тълкуването на разпоредби от Директивата за електронната търговия на ЕС от 2000 г. и по-специално да уточни личния и материалния обхват на задълженията, които могат да бъдат наложени на доставчик на хостинг услуги като „Фейсбук“, без това да води до налагане на общо задължение за контрол (забранено от чл. 15, параграф 1 от Директива).
На 3 октомври 2019 г. Съдът на Европейския съюз излиза с решение по поставеното пред него преюдициално запитване от Върховния съд на Австрия (Oberster Gerichtshof). В него се казва, че правото на Съюза допуска съдилищата в ЕС да могат да разпоредят на доставчик на хостинг услуги да търси и да идентифицира информация, идентична на вече квалифицираната от съда като незаконна, сред цялата разпространявана от потребителите на тази платформа информация, и да блокира достъпа до нея в целия свят в рамките на относимото международно право.
Случаят се превръща във важен правен въпрос за това дали съд в държава членка на Европейския съюз може да задължи (с разпореждане) компания за социални медии да блокира публикация на потребител, дори за потребителите извън юрисдикцията на ЕС.
Поддръжниците на забележителното решение на Съда вярват, че то дава възможност на онлайн потребителите да се защитават срещу клевета или други онлайн злоупотреби, докато критиците изтъкват възможността за налагане на масова цензура поради комплексния характер на правоприлагането онлайн.